# André Kolingba
André-Dieudonné Kolingba (Bangui, 12 de agosto de 1936 – Paris, 7 de fevereiro de 2010) foi o quarto presidente da República Centro-Africana, governou entre 1 de setembro de 1981 e 1 de outubro de 1993.